# Время сновидений

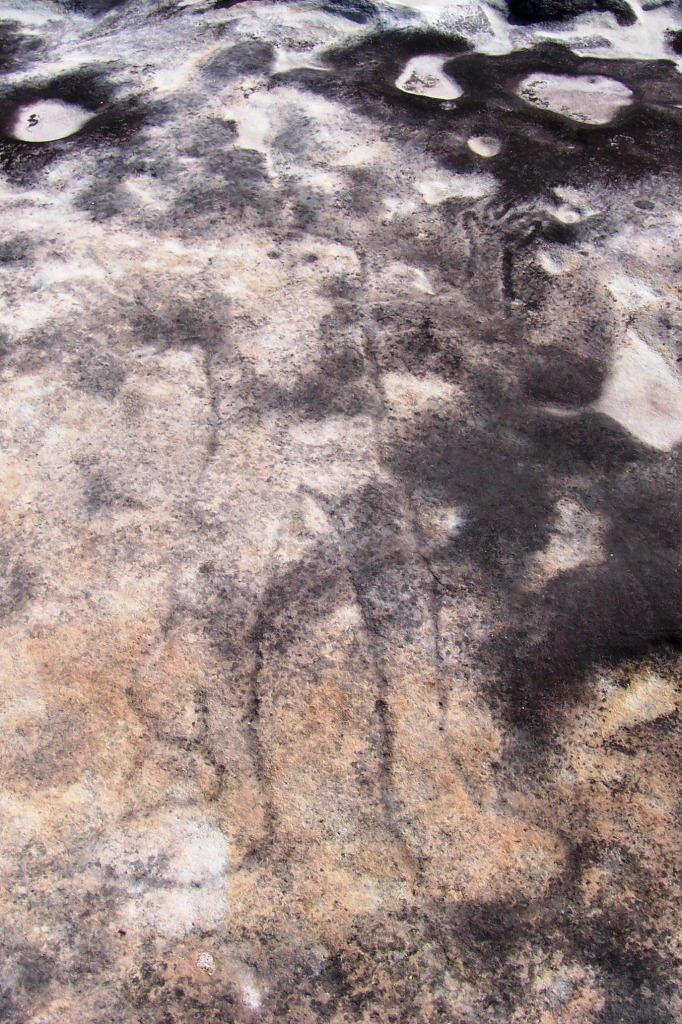
Байаме, бог-творец и небесный отец в мифологии ряда племён юго-восточной Австралии,

Время сновидений — термин, обозначающий характерное для различных австралийских мифологий понятие о своеобразной мифологической эре, эпохе творения, населённой культурными героями и метафизическими сущностями и как бы продолжающей существовать в потусторонней реальности.

## Терминология
Термин был предложен в 1938 году антропологом А. П. Элкином и популяризован Уильямом Эдвардом Хэнли Стэннером. Предполагается, что это неточный перевод арантского слова alcheringa, которое в действительности означает «вечный», «нетварный». В некоторых областях «время сновидений» именуется «временем Байяме» (верховного бога-творца). По мнению немецкого этнографа К. Штрелова, «алтьира» («альчера») означает не столько сновидения, сколько мифических предков, «вечных людей», странствовавших по земле в мифическое время.

## Общая характеристика
Время сновидений является классическим примером представлений о мифическом времени, особом начальном сакральном периоде, предшествующем эмпирическому (историческому) «профанному» времени.
Во времена «сновидения» мифические герои совершили свой жизненный цикл, вызвали к жизни людей, животных и растения, определили рельеф местности, установили обычаи. Тотемные предки, в отличие от богов развитых мифологий, хотя и могут в некотором смысле «оживать» в обрядах и снах, в своих потомках и сотворённых ими объектах, мыслятся как существа, жившие и действовавшие в прошлом, в мифическое время, а не как духи, ныне управляющие миром.
Слово, которое в этом контексте традиционно переводится на английский как «сновидение» (аранта alchera, диери mura-mura, питянтятяра tjukurpa), используется также для обозначения любых духовных сущностей. Представления о «времени сновидений» имеются практически у всех аборигенных народов Австралии.

## В популярной культуре
Начиная с 1980-x годов образ «времени сновидений» становится востребован в массовой культуре и нью-эйджевой популярной мифологии; отмечалось, что при этом смысл этого понятия часто искажается. Микаэла ди Леонардо видит в этом возрождение романтических представлений о благородном дикаре и приводит в сравнение моду на индейскую культуру в эпоху хиппи.